# Mont-Gauthier
Mont-Gauthier is een dorp in de Belgische provincie Namen en een deelgemeente van de stad Rochefort. Tot 1 januari 1977 was het een zelfstandige gemeente.
Het dorpscentrum van Mont-Gauthier ligt negen kilometer ten noordwesten van het stadscentrum van Rochefort. In het zuiden van de deelgemeente, drie kilometer van het dorpscentrum, liggen nog de plaatsjes Briquemont, Fenffe, Laloux en Frandeux langs de Vachaux, een zijriviertje van de Lesse.

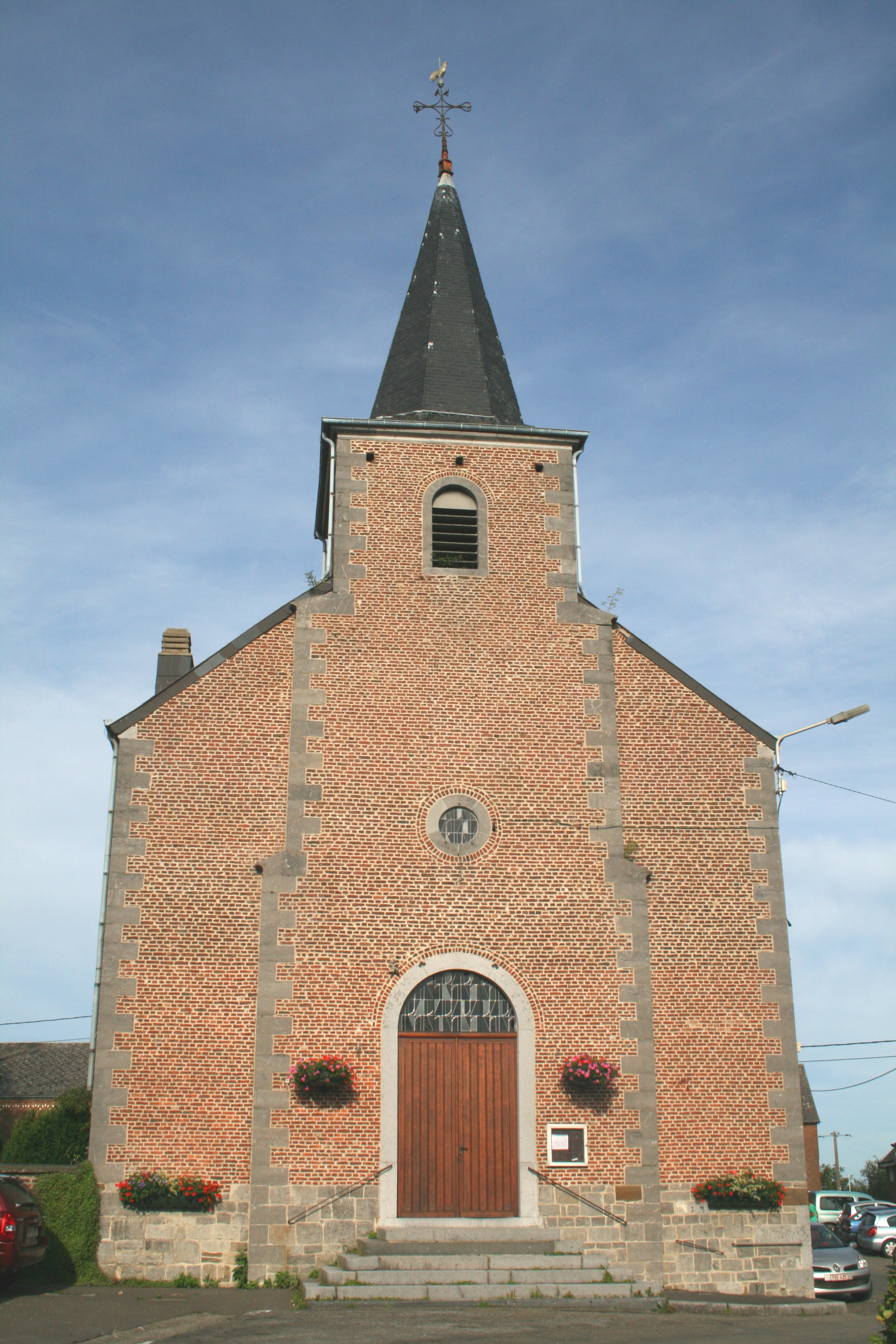
Eglise Saint-Remi (1854)

## Geschiedenis
In 1811 werd de gemeente Frandeux opgeheven en bij Mont-Gauthier gevoegd. Mont-Gauthier werd in 1977 een deelgemeente van Rochefort.

## Demografische ontwikkeling
- Bronnen:NIS, Opm:1831 tot en met 1970=volkstellingen, 1976= inwoneraantal op 31 december

## Bezienswaardigheden
- de Eglise Saint-Remi

Deelgemeenten: Ave-et-Auffe · Buissonville · Éprave · Han-sur-Lesse · Jemelle · Lavaux-Sainte-Anne · Lessive · Mont-Gauthier · Rochefort · Villers-sur-Lesse · Wavreille

Overige dorpen en gehuchten: Auffe · Ave · Belvaux · Briquemont · Forzée · Frandeux · Génimont · Hamerenne · Havrenne · Jamblinne · Laloux · Navaugle · Vignée

Belgische gemeenten · arrondissement Dinant · provincie Namen · Wallonië